# ベリル・ブッカー
ベリル・ブッカー（Slam Stewart、1922年6月7日 - 1978年9月30日）は、アメリカのスウィング・ピアニスト。フィラデルフィア生まれ。

## 略歴
ブッカーは1946年にスラム・スチュワートのトリオで演奏し、1951年まで断続的に共演した。また、一時期ダイナ・ワシントンの伴奏者も務めた。1951年には、新たに結成されたオースティン・パウエル・クインテット（元キャッツ・アンド・ザ・フィドルのメンバー、ドリス・ナイトン、ジョニー・デイヴィス、スタンリー・ゲインズ、そしてドッティ・スミス）に参加。このクインテットは解散前にデッカからシングル「All This Can't Be True」を1枚録音した。

## 自身のコンボ結成
1952年初頭、ブッカーはドン・エリオット、チャック・ウェイン、クライド・ロンバルディ、コニー・ケイを擁するクインテットを率いてバードランドで演奏した。マイルス・デイヴィスがグループに参加した録音が保存されている。1953年、彼女はボニー・ウェッツェルとエレイン・レイトン（1926年-1912年）と共に自身のトリオを結成した。このグループは1954年、ビリー・ホリデイをフィーチャーした「ジャズ・クラブUSA」というショーの一環としてヨーロッパ・ツアーを行った。1959年にダイナ・ワシントンと再び共演した後、彼女はすっかり忘れ去られていった。

## 晩年の活動
1970年代も、彼女は小規模なグループでの演奏とレコーディングを続けた。1970年代にブッカーと知り合いだったフィラデルフィアの作家、トム・ニッケルズは、ブロード・ストリートにあるフィラデルフィアのウォーク・オブ・フェイムに彼女を何度も推薦した。ブッカーをウォーク・オブ・フェイムに推薦するプロジェクトは現在も進行中である。

## ディスコグラフィ

### リーダー・アルバム
- 『ア・ガール・メット・ア・ピアノ』 - A Girl Met a Piano (1952年、EmArcy)
- 『ラウンド・ミッドナイト』 -  'Round Midnight (1953年、Storyville) ※With テディ・キング
- 『ベリル・ブッカー・トリオ』 - Beryl Booker Trio (1954年、Discovery)
- Don Byas with Beryl Booker (1954年、Discovery)
- The Beryl Booker Trio (1954年、Cadence)